# Anuretes rotundus
Anuretes rotundus is een eenoogkreeftjessoort uit de familie van de Caligidae. De wetenschappelijke naam van de soort is voor het eerst geldig gepubliceerd in 1983 door Prabha & Pillai.